# Tarento
För staden i Italien, se Taranto.
Tarento (japanska: タレント?, tarento) är ett japanskt ord för tv-personligheter som är kända i första hand just som tv-personligheter. Ordet kommer från engelskans talent. Genom den delvis nya innebörden utgör ordet ett exempel på ett slags wasei-eigo, en japansk pseudo-anglicism.
Exempel på tarento:
- Takaaki Ishibashi
- Takeshi Kitano
- Kaoru Sugita
- Masaki Sumitani
- Masashi Tashiro